# Jonas Bento de Carvalho
Jonas, właśc. Jonas Bento de Carvalho (ur. 22 lipca 1943 w São Paulo, zm. 21 lutego 1964 tamże) – piłkarz brazylijski, występujący na pozycji napastnika.

## Kariera klubowa
Piłkarską karierę Jonas rozpoczął w AA Cobrasma pod koniec lat pięćdziesiątych. Zdolnego piłkarza szybko zauważyli skauci São Paulo FC i w 1960 roku przeszedł do klubu z São Paulo. Z São Paulo FC zdobył wicemistrzostwo Torneio Rio-São Paulo oraz wicemistrzostwo stanu São Paulo – Campeonato Paulista w 1962 roku. W wyniku kontuzji Jonas zmuszony został do przedwczesnego zakończenia kariery w 1964 roku.

## Kariera reprezentacyjna
W 1960 roku Jonas uczestniczył w Igrzyskach Olimpijskich w Rzymie. Na turnieju Jonas był rezerwowym i nie wystąpił w żadnym meczu.